# 圣让代尔努 (阿韦龙省)
圣让代尔努（法語：Saint-Jean-Delnous）是法国阿韦龙省的一个市镇，属于罗德兹区（Rodez）雷屈伊斯塔县（Réquista）。该市镇2009年时的人口为418人。

## 人口
圣让代尔努人口变化图示
| 数据来源：INSEE |